# Benfica Lisabon (košarka)
Vidi članak Benfica Lisabon za općenite informacije o športskom društvu SL Benfica 

Puno ime: Sport Lisboa e Benfica 

Osnutak športskog društva: 1904. 

Osnovana kao košarkaška momčad: 1927. 

Nadimci: O Glorioso, Águias, Encarnados

Trener: Carlos Lisboa 

Predsjednik: Luís Filipe Vieira 

Benfica je košarkaški klub iz Lisabona, dio športskog društva SL Benfica.

## Uspjesi
Portugalsko prvenstvo (25): 1940., 1946., 1947., 1961., 1962., 1963., 1964., 1965., 1970., 1975., 1985., 1986., 1987., 1989., 1990., 1991., 1992., 1993., 1994., 1995., 2009., 2010., 2012., 2013., 2014

Portugalski Kup (19): 1946., 1947., 1961., 1964., 1965., 1966., 1968., 1969., 1970., 1972., 1973., 1974., 1981., 1992., 1993., 1994., 1995., 1996., 2014

Portugalski Superkup (11): 1985., 1989., 1991., 1994., 1995., 1996., 1998., 2009., 2010., 2012., 2013.

Portugalski Liga-kup / Kup Hugo dos Santos (9): 1990., 1991., 1993., 1994., 1995., 1996., 2011., 2013., 2014.

Trófea António Pratas (4): 2008., 2009., 2012., 2013.

## Vanjske poveznice
- www.slbenfica.pt  Arhivirana inačica izvorne stranice od 27. veljače 2007. (Wayback Machine)